# Naughty Dog
Naughty Dog (dt. „Unartiger Hund“) ist ein US-amerikanischer Computerspielentwickler, der von Andy Gavin und Jason Rubin gegründet wurde. Größere Bekanntheit erlangte das Unternehmen erstmals mit der Spielereihe Crash Bandicoot für die PlayStation des Spielkonsolenherstellers Sony. Seit 2001 gehört Naughty Dog zu Sony Computer Entertainment (heute Sony Interactive Entertainment). Für Sony entwickelte das Unternehmen unter anderem die Uncharted-Reihe.
Die Spielereihen Crash Bandicoot, Jak and Daxter, Uncharted sowie der Titel The Last of Us stellen die größten Erfolge von Naughty Dog dar, diese erzielten Verkäufe von ca. 64 Millionen Exemplaren bis dato (Stand: Dezember 2015).

## Anfänge
Naughty Dog wurde 1986 von Andy Gavin und Jason Rubin mit 16 Jahren als JAM Software gegründet. Der erste Titel war ein Skispiel namens Ski Crazed für den Apple II. Darauf folgte im Jahr 1988 ein Grafikabenteuer namens Dream Zone, welches als erstes Spiel den VGA-Standard unterstützte.
1989 erschien Keef the Thief, welches von Electronic Arts vertrieben wurde. In dieser Zeit änderte JAM Software, vor dem Erscheinen von Keef the Thief, seinen Namen in Naughty Dog. Im Jahre 1992 erschien Rings of Power für das Sega Mega Drive.
Anschließend trennten sich beide, als Andy Gavin am MIT ein Studium anfing und es Jason Rubin nach Newport Beach zog, und das Unternehmen ging bankrott. Doch bereits 1993 fand Naughty Dog in Boston wieder zusammen und entwickelten Way of the Warrior für das 3DO. Universal Interactive Studios nahm sich des Titels an und vertrieb ihn im Jahr 1994. Darauf unterschrieb Naughty Dog mit Universal einen Vertrag für drei Projekte und zog nach Los Angeles um. Eines der Projekte war Crash Bandicoot, was für das Unternehmen den Durchbruch bedeutete.

## Philosophie
Naughty Dog ist für seine einzigartige Art der Spielentwicklung bekannt, da das Studio in keinem seiner Teams einen Produzenten hat. Die Arbeitskultur bei Naughty Dog unterscheidet sich sehr von der vieler anderer Studios (es gibt weniger mittleres Management); der leitende Effektkünstler des Studios, Keith Guerrette, sagte: „Das hat viele Vor- und Nachteile, aber ich denke, es ist definitiv eine unserer größten Stärken. Wenn man sich den Rest der Branche anschaut, und darüber sprechen wir oft, dann sind die Unternehmen, die wirklich innovative, coole Sachen machen, alle diejenigen, bei denen das Management, z. B. die geschäftliche Seite, nicht direkt in das Unternehmen integriert ist. Sony hat uns in diese fantastische Situation gebracht, in der wir keine Produzenten haben; wir haben keinerlei Interaktion mit dem Sony-Konzern bei der Entwicklung.“ Naughty Dog hat auch völlige Freiheit in praktisch jedem Aspekt des Spieldesigns, und das bedeutet auch, dass Sony Computer Entertainment, die Muttergesellschaft, das Studio nicht an der Umsetzung von Spielelementen hindert.

## Durchbruch
1996 entwickelte Naughty Dog Crash Bandicoot für die PlayStation. Die Figur entwickelte sich zu einem inoffiziellen Maskottchen für die Konsole. Zwei Fortsetzungen und der Fun-Racer Crash Team Racing folgten. Insgesamt konnte sich die Crash-Reihe 21,5 Millionen Mal verkaufen. Nach den Crash-Teilen entwickelte Naughty Dog die Computerspielreihe Jak and Daxter, welche für die PlayStation 2 erschien. Im Januar 2001 erklärte Sony, dass es Naughty Dog kaufen werde.
Darauf folgte die Uncharted-Serie für PlayStation 3. Insgesamt konnte sich die PS3-exklusive Uncharted-Serie inklusive der Neuauflage für die PS4 über 20 Millionen Mal verkaufen. Auf einer weltweiten Verkaufsliste von über 8500 Spielen befindet sich Uncharted: Drakes Schicksal auf Platz 203 mit 4,89 Millionen, Uncharted 2: Among Thieves auf Platz 115 mit 6,67 Millionen und Uncharted 3: Drake’s Deception auf Platz 111 mit 6,78 Millionen Verkäufen.
Am 10. Dezember 2011 kündigte Naughty Dog in einer Pressemitteilung die Entwicklung von The Last of Us an, einer Mischung aus Survival Horror und Action-Adventure. Kurz darauf erschien ein Trailer mit ersten Spieleindrücken. Das Spiel erschien am 14. Juni 2013. Darauf folgte am 14. November 2013 auf den Spike Video Game Awards ein Teaser eines neuen Teiles der Uncharted-Serie.
The Last of Us verkaufte sich bis Mitte 2014 über 6 Millionen Mal und wurde als eines der besten Videospiele der letzten Jahre bezeichnet. Kombiniert mit den Verkäufen der Neuauflage für die PS4 wurde der Titel über 9,5 Millionen Mal verkauft. Knapp fünf Jahre nach Ankündigung des Spiels, wurde der Nachfolger The Last of Us Part II durch einen Trailer angekündigt. Das Spiel erschien im Juni 2020 für die PlayStation 4. Wie Naughty Dog im Juni 2022 bekannt gegeben hat, verkaufte sich The Last of Us Part II mittlerweile über 10 Millionen Mal.

## Spiele
- 1985: Math Jam (als JAM Software, Apple II)
- 1986: Ski Crazed (als JAM Software, Apple II)
- 1988: Dream Zone (Apple IIGS, Amiga, DOS)
- 1989: Keef the Thief (Apple IIGS, Amiga, DOS)
- 1991: Rings of Power (Sega Mega Drive)
- 1994: Way of the Warrior (3DO Interactive Multiplayer)
- 1996: Crash Bandicoot (PlayStation)
- 1997: Crash Bandicoot 2: Cortex Strikes Back (PlayStation)
- 1998: Crash Bandicoot 3: Warped (PlayStation)
- 1999: Crash Team Racing (CTR) (PlayStation)
- 2001: Jak and Daxter: The Precursor Legacy (PlayStation 2)
- 2003: Jak II: Renegade (PS2)
- 2004: Jak 3 (PS2)
- 2005: Jak X – Combat Racing (PS2)
- 2007: Uncharted: Drakes Schicksal (PlayStation 3)
- 2009: Uncharted 2: Among Thieves (PS3)
- 2011: Uncharted 3: Drake’s Deception (PS3)
- 2012: Jak & Daxter Trilogy Edition (PS3)
- 2013: The Last of Us (PS3)
- 2014: The Last of Us: Left Behind (Add-on, PS3)
- 2014: The Last of Us Remastered (PlayStation 4)
- 2016: Uncharted 4: A Thief’s End (PS4)
- 2017: Uncharted: The Lost Legacy (PS4)
- 2020: The Last of Us Part II (PS4)
- 2022: The Last of Us Part I (PS5)
- 2024: The Last of Us Part II Remastered (PS5)

## Auszeichnungen
- Interactive Achievement Awards/D.I.C.E Awards
  - 2010: Overall Game of the Year (für Uncharted 2)
  - 2014: Overall Game of the Year (für The Last of Us)
  - 2014: Innovation in Gaming (für The Last of Us)
- Spike Video Game Awards
  - 2009: Game of the Year (für Uncharted 2)
  - 2013: Studio of the Year
- Game Developers Choice Awards
  - 2010: Game of the Year (für Uncharted 2)
  - 2014: Game of the Year (für The Last of Us)
- BAFTA Video Games Awards
  - 2013: Best Game (für The Last of Us)
- Golden Joystick Awards[14]
  - 2020: Studio of the Year
  - 2020: Best Visual Design (für The Last of Us Part II)
  - 2020: Best Storytelling (für The Last of Us Part II)
  - 2020: Best Audio (für The Last of Us Part II)
  - 2020: PlayStation Game of the Year (für The Last of Us Part II)
  - 2020: Ultimate Game of the Year (für The Last of Us Part II)